# Orazio Semeraro
Orazio Semeraro (Veglie, 4 aprile 1906 – Ostuni, 23 agosto 1991) è stato un arcivescovo cattolico italiano.

## Biografia
Nacque a Veglie, in provincia e arcidiocesi di Brindisi, il 4 aprile 1906 da Giuseppe e Natalizia Mazzotta.
Ricevette il battesimo, nella chiesa dei Santi Giovanni Battista e Irene a Veglie, da don Adolfo Verrienti, poi nominato vescovo prelato nullius di Altamura e Acquaviva delle Fonti.

### Formazione e ministero sacerdotale
Iniziato in tenera età il cammino in preparazione al sacerdozio, frequentò il liceo classico e i corsi teologici presso il seminario regionale di Molfetta. Conseguì poi la laurea in filosofia presso la Pontificia accademia di San Tommaso d'Aquino di Roma.
L'11 agosto 1929 fu ordinato presbitero, nella cattedrale di Ostuni, dall'arcivescovo di Brindisi Tommaso Valerio Valeri.
Dopo l'ordinazione fu nominato rettore del seminario arcivescovile di Ostuni e al contempo insegnò filosofia presso il liceo classico "Calamo". Nel 1938 divenne vicario generale della diocesi di Ostuni e canonico teologo del capitolo della cattedrale di Ostuni, mentre nel 1954 l'arcivescovo Nicola Margiotta gli assegnò anche l'incarico di vicario generale dell'arcidiocesi di Brindisi. Fu, inoltre, assistente diocesano della Gioventù femminile di Azione Cattolica, della Federazione universitaria cattolica italiana e del movimento dei laureati cattolici, promuovendo l'avvio del circolo delle Associazioni Cristiane Lavoratori Italiani.

### Ministero episcopale
Il 22 marzo 1957 papa Pio XII lo nominò vescovo di Cariati; succedette ad Eugenio Raffaele Faggiano, precedentemente dimessosi per motivi di salute. Il 10 maggio seguente ricevette l'ordinazione episcopale, nella cattedrale di Ostuni, dal cardinale Adeodato Piazza, segretario della Congregazione concistoriale, co-consacranti l'arcivescovo di Brindisi Nicola Margiotta e il vescovo di Nardò Corrado Ursi. Il 29 giugno prese possesso della diocesi.
Partecipò come padre conciliare a tutte le 4 sessioni del Concilio Vaticano II.
Durante il suo episcopato a Cariati diede un forte sviluppo all'Azione Cattolica e alla predicazione popolare; promosse la costruzione di nuove chiese e la ristrutturazione di alcune in decadenza. Nel 1962 effettuò la visita pastorale.
Il 30 aprile 1967 papa Paolo VI lo nomino arcivescovo coadiutore cum iure successionis di Brindisi e arcivescovo titolare di Faleri. In seguito divenne amministratore apostolico sede plena della stessa arcidiocesi brindisina.
Il 24 maggio 1975 lo stesso Paolo VI accolse la sua rinuncia, presentata per motivi di salute, all'incarico di arcivescovo coadiutore. Si ritirò nel palazzo vescovile di Ostuni, dove morì il 23 agosto 1991, all'età di 85 anni. Dopo le esequie fu sepolto nella concattedrale di Ostuni.

## Genealogia episcopale
La genealogia episcopale è:
- Cardinale Scipione Rebiba
- Cardinale Giulio Antonio Santori
- Cardinale Girolamo Bernerio, O.P.
- Arcivescovo Galeazzo Sanvitale
- Cardinale Ludovico Ludovisi
- Cardinale Luigi Caetani
- Cardinale Ulderico Carpegna
- Cardinale Paluzzo Paluzzi Altieri degli Albertoni
- Papa Benedetto XIII
- Papa Benedetto XIV
- Cardinale Enrico Enriquez
- Arcivescovo Manuel Quintano Bonifaz
- Cardinale Buenaventura Córdoba Espinosa de la Cerda
- Cardinale Giuseppe Maria Doria Pamphilj
- Papa Pio VIII
- Papa Pio IX
- Cardinale Alessandro Franchi
- Cardinale Giovanni Simeoni
- Cardinale Antonio Agliardi
- Cardinale Basilio Pompilj
- Cardinale Adeodato Piazza, O.C.D.
- Arcivescovo Orazio Semeraro